# Histoire des origines du christianisme

L’Histoire des origines du christianisme est une vaste fresque de huit volumes de l'historien et philologue Ernest Renan, publiée entre 1863 et 1883.

## Composition
L'œuvre comprend sept volumes plus un volume d'index :
- Vie de Jésus (1863, édition définitive en 1867)
- Les Apôtres (1866)
- Saint Paul (1869)
- L'Antéchrist (1873)
- Les Évangiles et la seconde génération chrétienne (1878)
- L'Église chrétienne (1879)
- Marc Aurèle ou la fin du monde antique (1883)
- Index général (1883)

## Présentation
Reprenant la théorie de David Strauss, Renan écrit avec la Vie de Jésus une biographie rejetant toute idée de surnaturel et décrivant son héros comme un homme incomparable, mais essentiellement humain. Ce livre, qui deviendra le premier de la série, va connaître un succès de librairie considérable. Son éditeur Michel Lévy décide une première édition de 10 000 exemplaires, chiffre important pour l'époque. Une version allégée en petit format sous le titre Jésus se vend à 80 000 exemplaires en 3 mois. Toutes éditions confondues, il s'en serait vendu 430 000 en 1947. Renan dans un style plein de poésie et d'émotion évoque le milieu naturel, intellectuel et moral de la vie du Christ. Il fait appel à sa connaissance des lieux où il a effectué des missions à partir de 1860. Une certaine tendance à la reconstruction romanesque en fait toutefois la faiblesse.
Avec les essais suivants, Renan fait preuve de plus d'érudition, n'acceptant que les faits explicables et prouvés. Historien des idées, il admet la nécessité d'une expérience religieuse, mais la réduit à un élément purement social.